# Richardson-Nunatak
Der Richardson-Nunatak ist ein rund 1500 m hoher Nunatak im Grahamland auf der Antarktischen Halbinsel. Er ragt im südlichen Teil des Hugi-Gletschers auf.
Luftaufnahmen der Hunting Aerosurveys Ltd. aus den Jahren zwischen 1955 und 1957 dienten dem Falkland Islands Dependencies Survey der Kartierung. Das UK Antarctic Place-Names Committee benannte ihn 1959 nach Edward Cleland Richardson (1871–1954), dem „Vater des britischen Skisports“ und Gründungsmitglied des Ski Club of Great Britain.